# Trade-off
Trade-off je řešení situace, kdy je nutné si vybrat jednu ze dvou možností, přičemž každá volba má pozitivní i negativní důsledky. Jako trade-off by se dala nazvat situace, kdy je udělána malá oběť (negativní důsledek), ale výsledek negativa vyvažuje/převažuje. Termín pochází z angličtiny.
V evoluční biologii se tato situace vysvětluje jako princip „jeden nemůže dělat všechno dobře“. To znamená, že daný organismus si musí vybrat jeden způsob (strategii), jak se vypořádá s nástrahami vnějšího prostředí. Neexistuje totiž jedna optimální strategie, jak se vypořádat s nástrahami vnějšího prostředí, neboť různé způsoby vypořádání se se často navzájem vylučují - malá tělesná velikost u živočichů je energeticky úspornější (k růstu a přežívání jim stačí méně energie), ale na úkor tomu jsou tyto organismy více vystaveny disturbancím a snadněji podlehnou predátorům i konkurentům, přitom nelze být zároveň malý i velký.